# Марковац Нашички
Марковац Нашички је насељено место у саставу града Нашица у Осјечко-барањској жупанији, Република Хрватска.

## Историја
До територијалне реорганизације у Хрватској налазио се у саставу старе општине Нашице.

## Становништво
На попису становништва 2011. године, Марковац Нашички је имао 1.586 становника.

## Попис1991.
На попису становништва 1991. године, насељено место Марковац Нашички је имало 1.657 становника, следећег националног састава:
| Попис 1991.‍   | Попис 1991.‍  | Попис 1991.‍ | Попис 1991.‍ | Попис 1991.‍ |
| ------------- | ------------ | ----------- | ----------- | ----------- |
|               |              |             |             |             |
| Хрвати        | Хрвати       |             | 1.467       | 88,53%      |
| Словаци       | Словаци      |             | 90          | 5,43%       |
| Срби          | Срби         |             | 33          | 1,99%       |
| Југословени   | Југословени  |             | 20          | 1,20%       |
| Македонци     | Македонци    |             | 5           | 0,30%       |
| Црногорци     | Црногорци    |             | 5           | 0,30%       |
| Албанци       | Албанци      |             | 4           | 0,24%       |
| Муслимани     | Муслимани    |             | 3           | 0,18%       |
| Мађари        | Мађари       |             | 2           | 0,12%       |
| Словенци      | Словенци     |             | 2           | 0,12%       |
| неопредељени  | неопредељени |             | 20          | 1,20%       |
| регион. опр.  | регион. опр. |             | 1           | 0,06%       |
| непознато     | непознато    |             | 5           | 0,30%       |
| укупно: 1.657 |              |             |             |             |